# O'kaj
 O'kaj je vestern komedija, autora Borisa Senkera, Tahira Mujičića i Nine Škrabea.
Po naravi, ovo je djelo pučka-veselica i mjuzikl. Praizvedbu je imao 1974. godine u kazalištu Komedija, a redatelj je bio Vlado Štefančić. Glazbu za taj mjuzikl je skladao iste godine Stipica Kalogjera. Radnja ove komedije se temelji na poznavanju Divljega zapada i klišejima o "kaubojima i Indijancima". Fabula je razvodnjena, ali hrvatski kontekst ovog djela uz dodatak kajkavštine i parodiranje vestern žanra daje duha ovom djelu. 
Likovi:
- Zločesti stari poglavica
- Razni "zločesti" Indijanci
- "Dobri" kauboji

Glumci:
- Žarko Potočnjak - poglavica
- Adam Končić
- Hrvoje Klobučar
- Mila Elegović Balić
- Vanda Božić
- Kristijan Potočki
- Dora Fišter
- Tomislav Stojković
- Duško Valentić
- Sven Šestak
- Siniša Ružić
- Nenad Cvetko